# Orka
Ne doit pas être confondu avec Classe Orka.
Orka est un personnage de fiction, un atlante appartenant à l'univers de Marvel Comics. Créé par le scénariste Roy Thomas et la dessinatrice Marie Severin, il apparaît pour la première fois, en version originale, dans le comic book Sub-Mariner #23 de mars 1970. En version française, sa première apparition a lieu dans Eclipso no 59 de 1976. Orka est principalement connu pour être un super-vilain, un ennemi de Namor, le prince des mers. Il a affronté les Vengeurs ou les Défenseurs. Il a fait partie d'une équipe de super-héros, dirigée par Misty Knight, les Héros à Louer.

## Biographie du personnage
Orka est un soldat atlante appartenant à l'armée de Krang. Ce dernier fomente un coup d'état contre Namor, le prince d'Atlantis. La prise de pouvoir de Krang échoue et Orka est exilé. Docteur Dorcas sélectionne d'Orka pour mener sur lui des expériences. L'atlante gagne la force d'un orque. Il tente alors de prendre sa revanche sur Namor. Au cours du combat, il finit enseveli dans une avalanche sous-marine.
Après une nouvelle défaite contre le roi d'Atlantis, Orka accepte de servir la Brand Corporation qui altére son génome pour le rendre encore plus fort,. Il est par la suite envoyé affronter les Vengeurs et est battu par le dieu du tonnerre Thor.
Lors d'une nouvelle association avec Krang, Orka affronte et perd face à Miss Hulk. Le Docteur Fatalis manipule plusieurs criminels, dont Orka, pour attaquer les Quatre Fantastiques. L'atlante est rapidement battu par la Chose et la Torche Humaine.
Des années plus tard, Orka s'évade et rejoint les Deep Six, un groupe de super-vilains sous les ordres d'Attuma. Ses autres coéquipiers sont Nagala, Piranha, Requin-Tigre et Sea Urchin. Après avoir pris le pouvoir sur Atlantis, Attuma à la tête des Deep Six et de son armée affronte Namor et ses coéquipiers des Défenseurs, Nighthawk, Hellcat, Valkyrie, Doctor Strange, Hulk et le Surfer d'argent, qui sont venus libérer la cité,,.
Après que la loi de recensement des super-humains soit adoptée, Misty Knight et Colleen Wing forment une nouvelle équipe Héros à Louer avec pour principaux membres Orka, la Chatte noire, Tarentula, Humbug, Shang-Chi et Paladin. Leur but est d'arrêter des super-vilains,,. Orka trouve la mort lors d'un affrontement avec un Doombot, un ancien robot du Docteur Fatalis. Dans ses dernières paroles, il avoue ses sentiments amoureux pour Misty Knight à son coéquipier Shang-Chi.

## Pouvoirs et capacités

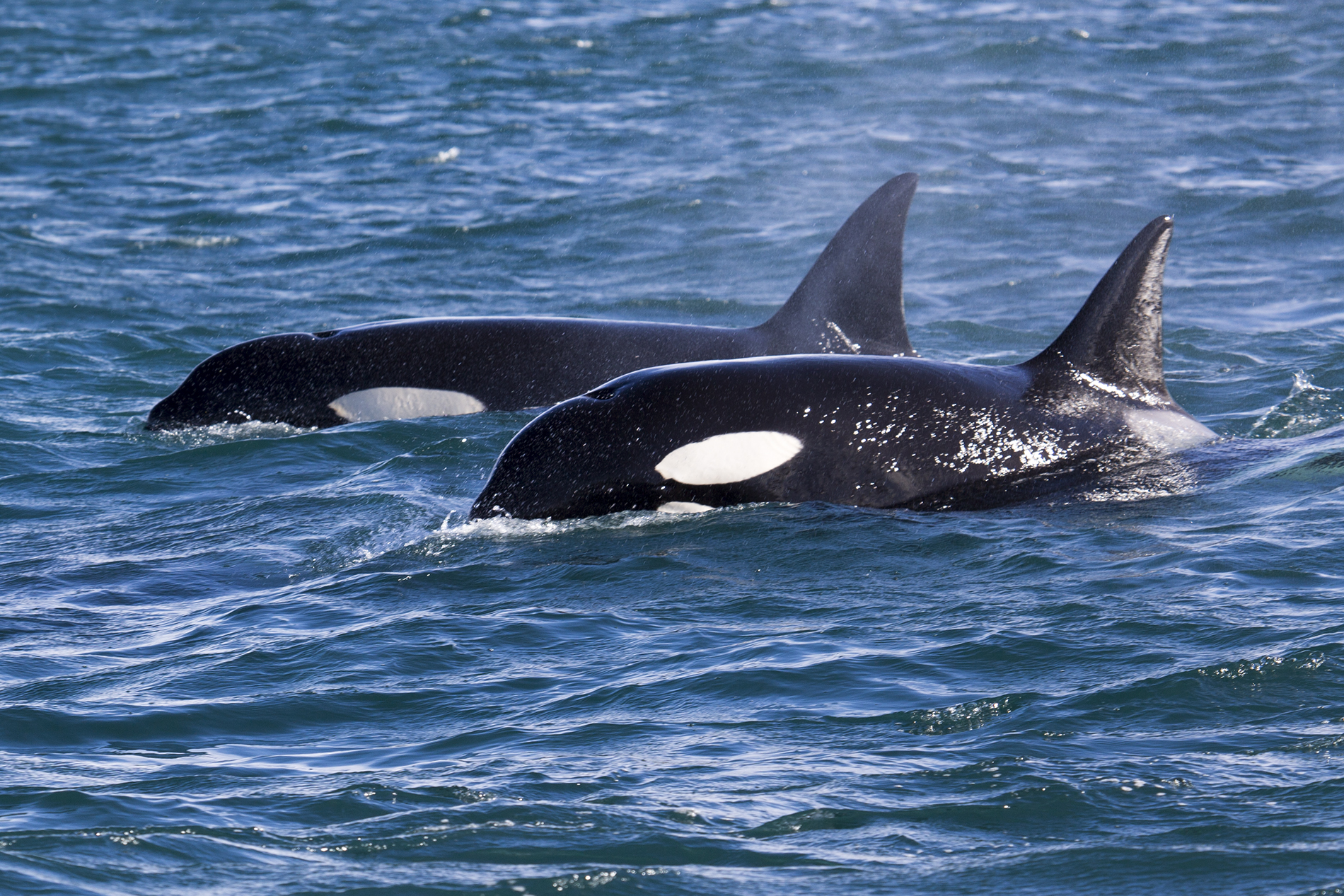
Orka est capable de contrôler les orques.

Orka est un atlante géant, mesurant plus de trois mètres de haut. En plus des pouvoirs propres à sa race, il peut soulever 80 tonnes sur terre et plus de 100 tonnes sous l'eau. Sa peau épaisse le protège des coups. C'est un bon nageur, très rapide malgré sa taille. Grâce à une altération génétique, la résistance d'Orka fut accrue, de même que son endurance. Il est capable de communiquer avec des baleines et des orques, et même contrôler ces derniers. La présence d'orques à proximité augmente sa force physique.

## Versions alternatives
En 2000, les scénaristes Jim Krueger, Alex Ross et le dessinateur Brent Anderson emploie une version alternative d'Orka dans l'histoire "4" du comic book Universe X Special #4. Cette aventure se déroule dans l'univers de Earth-X. Orka, Requin Tigre et Diane Arliss sont prisonniers dans le palais de Namor au cœur d'Atlantis. Lors d'un affrontement entre la Chose et le prince des mers, leur cellule est fracturée. Ils en profitent pour s'échapper.
L'année d'après, le scénariste Steve Englehart et le dessinateur Mike McKone utilise des super-vilains atlantes, dont Orka, dans le comic book Fantastic Four: Big Town #4.
En 2008, le personnage d'Orca a une version alternative dans l'univers de Marvel Adventures. Dans l'histoire "A Whale of a Tale" du comic book Marvel Adventures Spider-Man #43, scénarisé par Marc Sumerak et dessinée par Carlos Ferreira, l'atlante Orca est représenté comme un tas de muscle avec une influence greenpeace. Le super-vilain souhaite libérer les animaux marins captifs du parc animalier Oceana et particulièrement l'orque Kantu, l'attraction principale. Son sauvetage brutal est contré par Spider-Man,,.